# Вулиця Ганді (Тегеран)

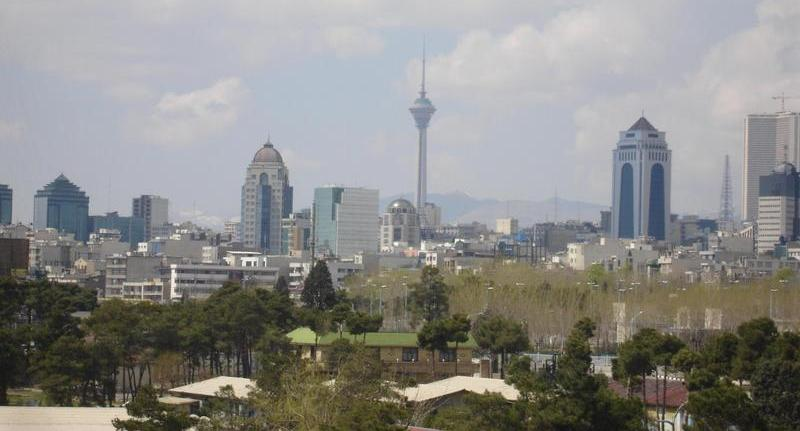
Вигляд будівель по вулиці Ганді

Вулиця Ґанді (перс. خیابان گاندی) є однією з вулиць Тегерана, яка знаходиться біля площі Ванк, в межах муніципальних райів 6 і 3. Ця вулиця, на східній стороні вулиці Валі-Аср і паралельна їй в напрямку північ — південь. Ця вулиця розпочинається з вулиці Шаріфі у північній стороні та веде до початку вулиці Вазра на південній стороні.
Вулиця названа на честь Махатми Ґанді, лідера політичної та духовної нації Індії в боротьбі проти британських колоніалістів.